# Wurzelratten
Die Wurzelratten oder Bambusratten (Rhizomyinae) sind eine in Mittel- und Südostasien lebende Unterfamilie der Mäuseartigen. Alle Arten leben hauptsächlich unterirdisch. Wegen der Eigenarten des Gebisses wurden Wurzelratten auch schon in der Nähe der Sandgräber platziert, also bei den Stachelschweinverwandten. Heute gehen Zoologen davon aus, dass sie Mäuseverwandte sind; sie werden mit den Blindmäusen und Blindmullen zur Familie der Spalacidae zusammengefasst. 

## Merkmale
Bambusratten sind stämmig gebaute Tiere mit kurzen Gliedmaßen die deutlich an die grabende Lebensweise und die Ernährung durch Bambussprossen angepasst sind. Ihr kurzer, unbeschuppter Schwanz ist spärlich behaart und mit runzliger Haut bedeckt. Die Augen und Ohrmuscheln sind klein. Gegraben wird mit den breiten Schneidezähnen die bis vor die Lippen ragen und langen, robusten Krallen. Die größte Klaue befindet sich am dritten Zeh der Vorderfüße.
| 1 | · | 0 | · | 0 | · | 3 | = 16 |
| 1 | · | 0 | · | 0 | · | 3 | = 16 |

Das Fell ist je nach Art dicht, weich und seidig bis spärlich und grob. Die Fellfarbe ist schiefergrau, rosagrau, bräunlichgrau, kastanien- oder zimtfarben, am Bauch meist heller als am Rücken. Sie erreichen eine Kopf-Rumpf-Länge von 147 bis 480 mm, eine Schwanzlänge von 50 bis 200 mm und ein Gewicht von 500 bis 4000 g.

## Verbreitung
Das Verbreitungsgebiet reicht von Sumatra und der Malaiische Halbinsel durch das südliche China und Nepal bis in den Osten Indiens.

## Systematik
Die Unterfamilie umfasst die folgenden beiden Gattungen:
- Bambusratten (Rhizomys)
- Kleine Bambusratten (Cannomys)

Je nach Literatur wird auch die Gattung Tachyoryctes zur Unterfamilie zugehörig gesehen, allerdings scheint die Abtrennung der Gattung in die Unterfamilie Tachyoryctinae (Afrikanische Maulwurfsratten) eine vernünftige Hypothese, die durch morphologische Daten von noch lebenden und ausgestorbenen Arten gestützt wird.